# Västeråstjärnen
Västeråstjärnen är en sjö i Ljusdals kommun i Hälsingland och ingår i Ljusnans huvudavrinningsområde. Sjön har en area på 0,109 kvadratkilometer och ligger 200 meter över havet.

## Delavrinningsområde
Västeråstjärnen ingår i det delavrinningsområde (686502-150849) som SMHI kallar för Utloppet av Letssjön. Medelhöjden är 202 meter över havet och ytan är 57,98 kvadratkilometer. Räknas de 95 avrinningsområdena uppströms in blir den ackumulerade arean 1 097,03 kvadratkilometer. Sillerboån (Väljeån) som avvattnar avrinningsområdet har biflödesordning 2, vilket innebär att vattnet flödar genom totalt 2 vattendrag innan det når havet efter 126 kilometer. Avrinningsområdet består mestadels av skog (76 procent). Avrinningsområdet har 7,92 kvadratkilometer vattenytor vilket ger det en sjöprocent på 13,6 procent.